# Enrico Morozzo Della Rocca
Enrico Morozzo Della Rocca (ur. 20 czerwca 1807 w Turynie, zm. 12 sierpnia 1897 tamże) – włoski wojskowy.

## Życiorys
Urodzony w Turynie 20 czerwca 1807 roku jako najstarszy z jedenaściorga dzieci i spadkobierca Karola Filipa, hrabiego Morozzo i markiza Bianzè. Wywodził się z jednej z najstarszych rodzin szlacheckich Piemontu.
Od najmłodszych lat przeznaczono go do stanu wojskowego. Już w sierpniu 1816 roku wstąpił do Akademii Wojskowej w Turynie, a w kwietniu 1824 roku został podporucznikiem. W lutym 1831 roku został kapitanem, w kwietniu 1843 roku majorem, a w marcu 1848 roku pułkownikiem. W lipcu 1857 roku został generałem.
Po wybuchu walk o zjednoczenie został szefem sztabu generalnego. W 1860 roku walczył w kampanii przeciw Państwu Kościelnemu, jego siły wzięły udział w bitwie pod Castelfidardo. Po tym sukcesie został awansowany, brał także udział w walkach przeciw Królestwu Obojga Sycyli, oblegał Capuę i zmusił ją do szybkiej kapitulacji. 20 stycznia 1861 roku został mianowany senatorem.
Odpowiedzialny za klęski w wojnie prusko-austriackiej.
Zmarł w swojej rezydencji Luserna San Giovanni w Turynie 12 sierpnia 1897 roku.